# 京粤高速动车组列车
京粤高速动车组列车是中国铁路运行于北京市北京西站及广东省广州市、深圳市及珠海市的高速动车组列车，跨越北京、河北、河南、湖北、湖南、广东五省一市，自2012年12月26日起随京广高速铁路全线开通而开行的列车。
目前京广间的车次为G77/78次、G339/340次和G1579/1580次，G339/340次和G1579/1580次由北京局集团石家庄客运段京广车隊负责客运任务，G77/78次由郑州局集团郑州客运段负责客运任务。京深间的车次为G81/82次和G335/336次，G335/336次由北京局集团石家庄客运段京广车隊负责客运任务，G82次由广州局集团广九客运段负责客运任务；G81次則由廣州局集團長沙客運段負責客運任務。京珠间的车次为G337/338次，由北京局集团北京客运段京广车隊负责客运任务。
在上海虹桥至哈尔滨西的G1202/1203、G1204/1201次列车（全程商务座票价3066元）开通前，京深高速动车组列车也曾创造中国铁路客运系统中最高单程票价的纪录，商务座全程票价2923.5元，而里程更长的G529和G421次全程商务座票价仍比G71和G79次低70元。2017年1月5日起，中国铁路最高单程票价的纪录也被京昆高速动车组列车超越，其全程商务座票价为3623元（2022年6月20日起，其全程商务座最高票价已达到3940.5元）。值得一提的是，京深高速动车组列车开通时曾是中国运行里程最长的高铁列车，但目前已被北京西至昆明南的高速动车组列车（2760公里）超越。

## 历史
2012年12月26日，京广高速铁路全线开通，此对列车开通运营，其中京广2对列车分别为G79/82次和G81/80次，京深之间最初只有G71/72次列车，车型为CRH380AL。此前，从北京至深圳乘火车至少需时23小时45分（以T107次计）。2013年12月28日，原运行于北京西-广州南间的G79/82次列车（由广铁集团开行）延长至深圳北站并改为G79/80次列车，成为第二对京深高速列车，同时原G81/80次列车改号为G69/66次，北京西与广州南间亦加开G65/68次和G67/70次两对列车，而G79在京深间只停靠省会车站，用时仅8小时35分，比Z107次快13小时21分。
此外，2015年1月1日起，北京铁路局在北京西↔深圳北间开通夕发朝至的多班卧铺动车组列车，该列车亦沿京广-广深港客运专线运行，使用CRH2E型动车组，最高时速250公里，全程运行约11小时30分，在传媒报道中被称为“高铁动卧”，但并不属于狭义的高速动车组列车。
為配合2016年春運安排，G80次列車於2016年1月22日至3月3日期間暫時停運。
自2017年1月5日起，由于全国铁路调整列车运行图，京深高速动车组列车延长至福田站始发终到。2017年2月25日，京广G65/68次列车率先使用CR400AF和CR400BF样板车重联运行。2017年10月16日起，福田开G80次由CRH380AL型电力动车组更换为重联CR400AF型电力动车组，北京西开G79次于2017年10月17日同步更换车型。同年12月28日起，G80次列车改为只在省会车站停靠，运行时间由10小时29分缩短至8小时45分。2018年6月，G80/79次列车更换为长编组CR400AF-A型电力动车组，同年9月23日延长至香港西九龍，成为京港高速动车组列车。
2019年7月10日起，因全國鐵路調整運行圖，G65/68次列車延长至珠海站始发。
2020年1月，武汉市爆发2019冠状病毒病疫情，1月23日凌晨，武汉市新型冠状病毒感染的肺炎疫情防控指挥部宣布自当天10时起，武汉市全市城市公交、地铁、轮渡、长途客运暂停运营，机场、火车站离汉通道暂时关闭，而恢复时间另行通告。武汉站因此暂时关闭。列车于当天起不停武汉站。2020年4月8日，因武汉站恢复办理到达业务，故列车恢复停靠武汉站。
2021年6月25日起北京西开G67次、6月26日起广州南开G66次列車更换为CR400BF-Z智能動車組重聯運行，同时G67次改为只停靠省会车站的列车。
2022年6月20日，廣州局擔當G79/80次列车调整时刻；北京西-深圳北新增G81/82次（广州局擔當，CR400AF-A）；北京西往返广州南的原G67/6次改为G77/8次并改由鄭州局擔當，使用复兴号智能动车组（CR400BF-Z、CR400BF-AZ）。以上三对列车在京武段均以时速350公里标尺运行。同时原G71/72次列车改为G335/336次，G65/68次改为G337/338次，G69/70次改为G339/340次。
2023年1月4日，廣州局擔當G81/82次列车改用复兴号CR400AF-Z智能型动车组，这是广州局在广东省内首发的复兴号智能型动车组担当车次。
2024年1月10日，廣州局擔當G81/82次列車改用復興號CR400AF-AZ智能型列車組。
2024年6月15日，因全国铁路运行图调整，北京局擔當的G335/336次列車改用復興號CR400BF-Z智能型列車組，北京局擔當的G339/340次列車改用復興號CR400BF-Z智能型列車組重联运行。与此同时，途径京广高铁的G77/78次列车由北京西站经北京地下直径线延长至北京站始发终到。另外原G1579/1580次运行区段由北京西~襄阳东调整为北京西~广州南。
2025年7月1日，因應全國鐵路第三季度大調圖，G81/82次列車被分拆為兩個獨立交路。
- G81次列車使用配属長沙動車運用所的CR400AF-A，交路如下：
  - 出庫→長沙南開G84至北京西→北京西開G81至深圳北→深圳北動車所過夜→深圳北開G5669至香港西九龍→香港西九龍開G872至武漢→武漢開G881至深圳北→深圳北開G6042/6043至韶山南→韶山南開0G6044至長沙南→回庫。
- G82次列車使用配属深圳動車運用所的CR400AF-A，交路如下：
  - 出庫→深圳北開G82至北京西→北京西開G83至長沙南→長沙南動車所過夜→長沙南開G6013至深圳北→深圳北開G876至武漢→武漢開G885至香港西九龍→香港西九龍開G5670至深圳北→回庫。

## 列车编组
主要使用CR400AF-A、CR400BF-A、CR400BF-Z、CR400BF-AZ等列车。其中G339/340次为重联运行列车，其余车次为长编组列车。列车编组如下：
G77/78次、G81/82次、G337/338次、G1579/1580次（长编组列车）
| 车厢编号 | 1         | 2           | 3-7         | 8           | 9                 | 10-14       | 15          | 16                  |
| 车型     | SW 商务车 | ZY 一等座车 | ZE 二等座车 | ZE 二等座车 | ZEC 二等座车/餐车 | ZE 二等座车 | ZY 一等座车 | ZYS 一等座车/商务车 |

G335/336、G339/340次（重联运行列车）
| 车厢编号 | 1/9                 | 2-3/10-11   | 4/12        | 5/13              | 6-7/14-15   | 8/16                |
| 车型     | ZYS 一等座车/商务车 | ZE 二等座车 | ZE 二等座车 | ZEC 二等座车/餐车 | ZE 二等座车 | ZES 二等座车/商务车 |

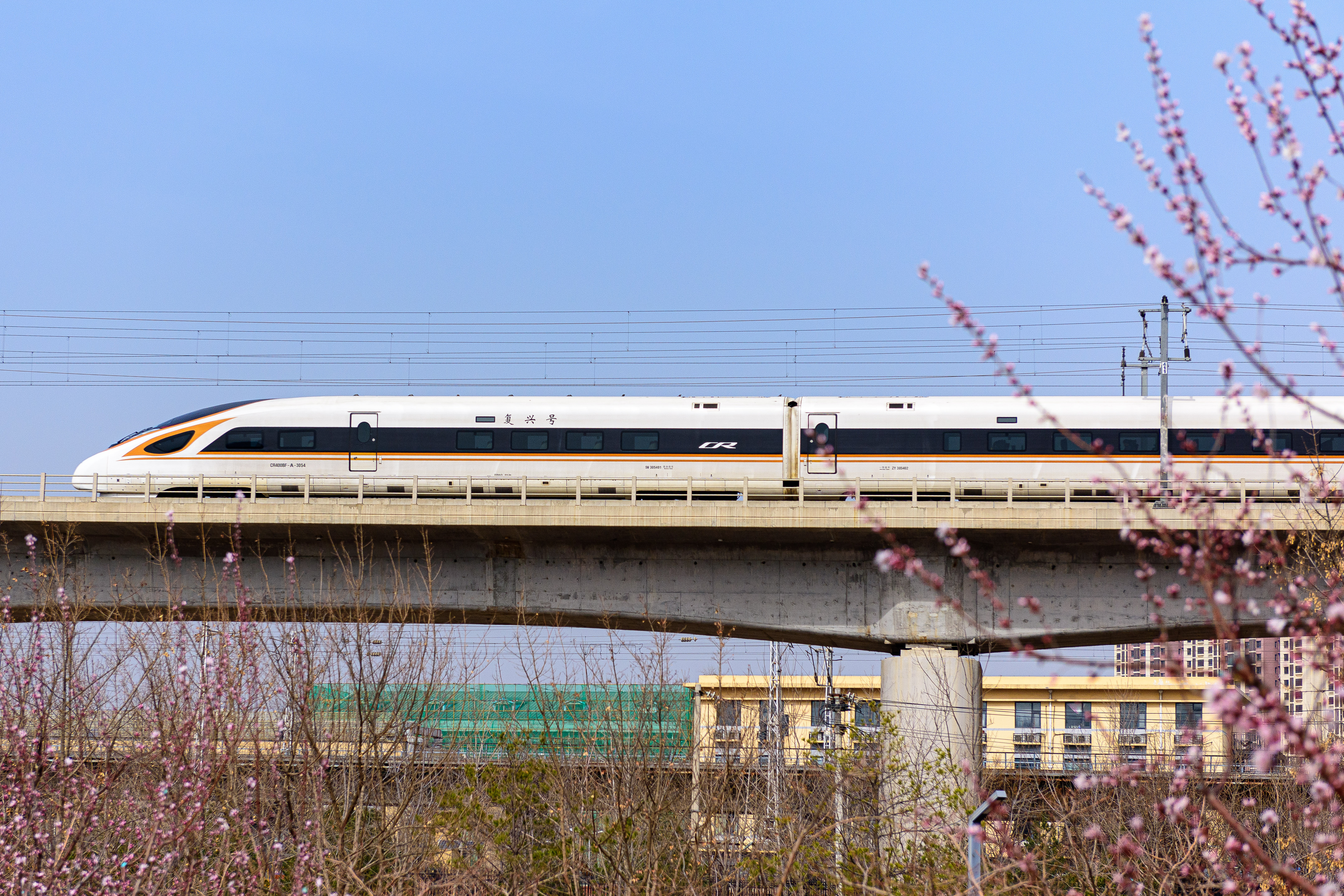
CR400BF-A担当的G337次列车
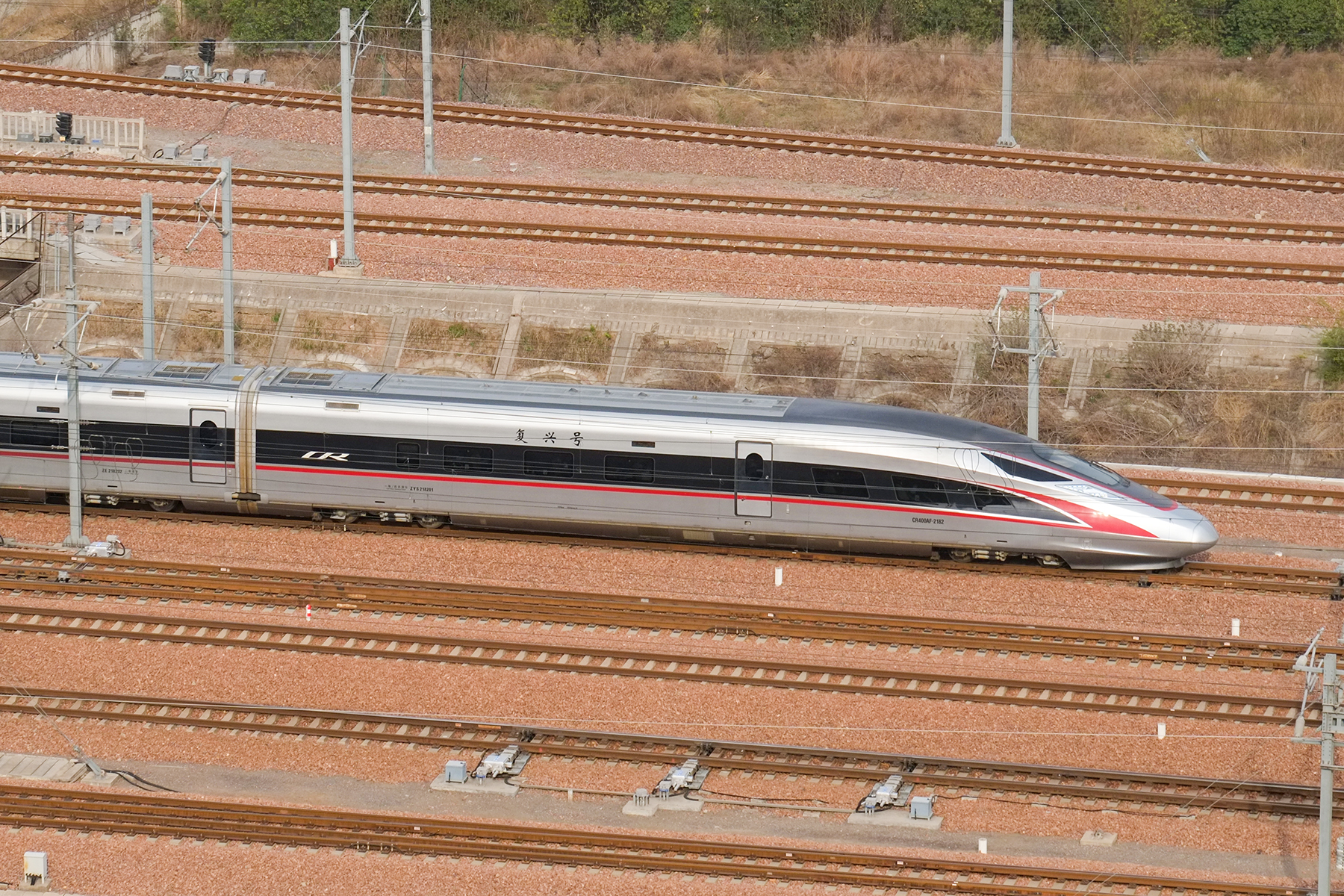
CR400AF担当的G339次列车
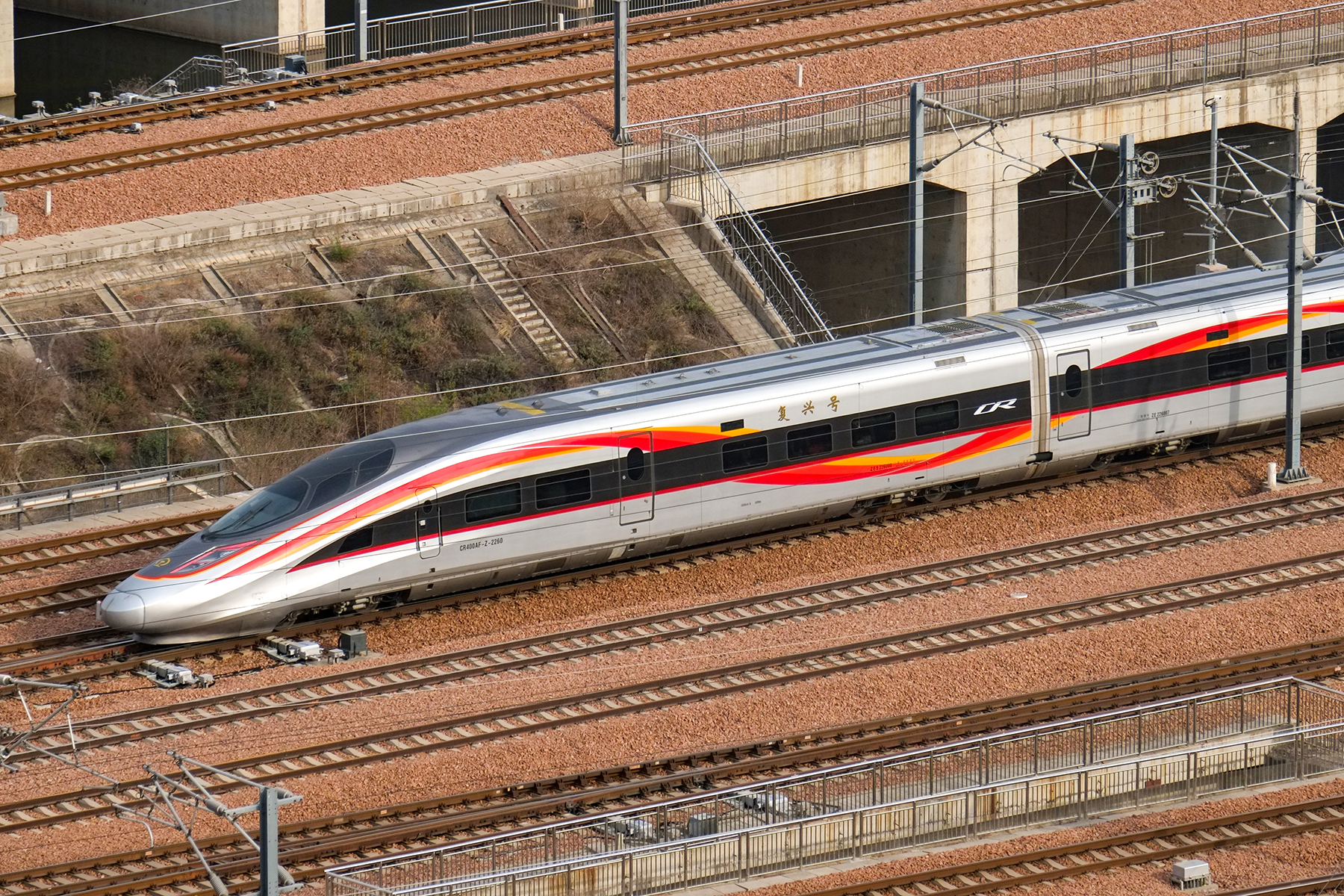
CR400AF-Z担当的G81次列车

## 事故
- 2016年8月12日上午11时47分，因邯郸市供电公司管辖的辛肖线220千伏上跨京广高铁电力线脱落，京广高速铁路邯郸东-安阳东区间发生设备故障，当时恰好途经这一区间的G79次列车正线停车近2小时，车厢内气温升至40摄氏度，多名乘客因此虚脱，列车直至下午2时许恢复供电后才得以重新驶出[24]。